# Бучково (Іновроцлавський повіт)
Бучково (пол. Buczkowo, нім. Buchenbusch) — село в Польщі, у гміні Ґневково Іновроцлавського повіту Куявсько-Поморського воєводства.
Населення — 44 особи (2011).
У 1975-1998 роках село належало до Бидгощського воєводства.

## Демографія
Демографічна структура станом на 31 березня 2011 року:
|          | Загалом | Допрацездатний вік | Працездатний вік | Постпрацездатний вік |
| -------- | ------- | ------------------ | ---------------- | -------------------- |
| Чоловіки | 24      | 3                  | 19               | 2                    |
| Жінки    | 20      | 5                  | 11               | 4                    |
| Разом    | 44      | 8                  | 30               | 6                    |